# Municipio de Afton (Dakota del Norte)
El municipio de Afton (en inglés: Afton Township) es un municipio ubicado en el condado de Ward en el estado estadounidense de Dakota del Norte. En el año 2010 tenía una población de 609 habitantes y una densidad poblacional de 6,59 personas por km².

## Geografía
El municipio de Afton se encuentra ubicado en las coordenadas 48°8′57″N 101°20′2″O / 48.14917, -101.33389. Según la Oficina del Censo de los Estados Unidos, el municipio tiene una superficie total de 92.34 km², de la cual 91,92 km² corresponden a tierra firme y (0,45 %) 0,42 km² es agua.

## Demografía
Según el censo de 2010, había 609 personas residiendo en el municipio de Afton. La densidad de población era de 6,59 hab./km². De los 609 habitantes, el municipio de Afton estaba compuesto por el 97,87 % blancos, el 0,66 % eran afroamericanos, el 0,49 % eran amerindios y el 0,99 % eran de una mezcla de razas. Del total de la población el 0 % eran hispanos o latinos de cualquier raza.